# Ледена дворана Бољшој
Ледена дворана Бољшој (рус. Ледовый дворец «Большой») мултифункционална је ледена спортска дворана намењена првенствено утакмицама у хокеју на леду. Налази се у оквиру Олимпијског парка у граду домаћину Зимских олимпијских игара 2014. Сочију, у Краснодарском крају Руске Федерације.
Градња дворане започела је почетком 2009. године, а окончана је крајем 2012, а физиономијом подсећа на фабержеово јаје. капацитет дворане за утакмице хокеја на леду износи око 12.000 седећих места. Грађевинске радове и идејно решење дворане урадила је архитектонска компанија Мостовик из града Омска. Укупни трошкови градње дворане износили су око 180 милиона америчких долара. 
У дворани су се током Зимских олимпијских игара 2014. играле неке од утакмица хокејашког турнира (заједно са Шајба ареном).